# Keir Dullea
Keir Atwood Dullea (ur. 30 maja 1936 w Cleveland) – amerykański aktor. 
Odtwórca roli astronauty Davida Bowmana w filmie Stanleya Kubricka 2001: Odyseja kosmiczna (1968) i sequelu 2010: Odyseja kosmiczna (1984). 

## Życiorys
Urodził się w szpitalu Mount Sinai w Cleveland w stanie Ohio jako syn Margaret (z domu Ruttan) i Roberta Dullei. Jego matka była pochodzenia szkockiego, a ojciec był Amerykaninem irlandzkiego pochodzenia w drugim pokoleniu. Wychowywał się w dzielnicy Greenwich Village w Nowym Jorku, gdzie jego rodzice prowadzili księgarnię. Ukończył George School w Pensylwanii, studiował na Uniwersytecie Rutgersa i Uniwersytecie Stanowym w San Francisco, a następnie kontynuował karierę aktorską.
W 1959 zadebiutował na scenie w roli Timmiego Redwine’a w produkcji off-Broadwayowskiej Sezon wyboru. Po raz pierwszy trafił na mały ekran w roli niemieckiego pilota w telewizyjnej adaptacji CBS Pani Miniver (Mrs. Miniver, 1960) z Maureen O’Harą. Po kilku kolejnych występach telewizyjnych otrzymał główną rolę Billy’ego Lee Jacksona w dramacie Irvina Kershnera Pasterz przestępców (The Hoodlum Priest, 1961) z Donem Murrayem. Film był prezentowany na 14. festiwalu w Cannes. Za główną rolę 17–letniego Davida Clemensa, przywiezionego do stacjonarnego ośrodka leczenia psychiatrycznego dla młodzieży przez pozornie troskliwą matkę w melodramacie David i Lisa (David and Lisa, 1962) zdobył Złoty Glob dla najbardziej obiecującego nowicjusza i nagrodę na festiwalu w San Francisco dla najlepszego aktora oraz nominację do Nagrody BAFTA dla najbardziej obiecującego debiutanta w głównych rolach filmowych. W 1963 był nominowany do nagrody Złotego Laura w kategorii najlepsza nowa osobowość. 
Występował na Broadwayu w przedstawieniach: Ogród doktora Cooka Iry Levina (1967) jako dr Jim Tennyson, Motyle są wolne Leonarda Gershe’a (1969–1972) w roli Dona Bakera z Blythe Danner, Kotka na gorącym blaszanym dachu Tennessee Williamsa (1974–1975) jako Brick, P. S. Twój kot nie żyje! (1975) w roli Jimmy’ego i Debel (1985–1986) jako facet z Ronem Leibmanem. Grał także w produkcjach off-Broadwayowskich: Słodki książę (1982), Druga strona raju (1992) w roli F. Scotta Fitzgeralda, Mary Rose (2007) J.M. Barrie’a jako narrator i Upodleni (2012) z Chrisem Sarandonem. W 1999 zagrał w sztuce Antona Czechowa Wiśniowy sad w Bristol Riverside Theatre w Bristol w Pensylwanii. 
W biograficznym dramacie Rogera Cormana Markiz de Sade (Das Ausschweifende Leben des Marquis De Sade, 1969) został obsadzony w roli tytułowej. W operze mydlanej CBS Guiding Light (1986) wystąpił doktor Mark Jarrett. Wziął udział jako Ulim w dramacie Lecha Majewskiego Dolina Bogów (Valley of the Gods, 2019). 

## Filmografia
- 1961: Pasterz przestępców (Hoodlum Priest) jako Billy Lee Jackson
- 1962: David i Liza (David and Lisa) jako David Clemens
- 1964: Nagie godziny (Le Ore Nude) jako Aldo
- 1964: Mail Order Bride jako Lee Carey
- 1964: Cienka czerwona linia jako Szeregowy Don Doll
- 1965: Bunny Lake zaginęła (Bunny Lake Is Missing) jako Stephen Lake
- 1966: Madame X jako Clayton Anderson Jr.
- 1967: The Fox jako Paul Grenfel
- 1968: 2001: Odyseja kosmiczna (2001: A Space Odyssey) jako Dr. David Bowman
- 1969: Markiz de Sade (De Sade) jako Markiz de Sade
- 1972: Il diavolo nel cervello jako Oscar Minno
- 1972: Pope Joan jako Dr. Stevens (niewymieniony w czołówce)
- 1973: Paperback Hero jako Rick Dylan
- 1974: Paul and Michelle jako Garry
- 1974: Czarne święta (Black Christmas) jako Peter Smythe
- 1977: Three Dangerous Ladies jako Dr. David Priesly
- 1977: Welcome to Blood City jako Lewis
- 1977: Full Circle jako Magnus Lofting
- 1978: Leopard in the Snow jako Dominic Lyall
- 1980: Nowy wspaniały świat (Brave New World) jako Thomas Grambell
- 1983: BrainWaves jako Julian Bedford
- 1984: Po omacku (Blind Date) jako Dr. Steiger
- 1984: The Next One jako Glenn/Następny
- 1984: 2010: Odyseja kosmiczna (2010: A Year We Make Contact) jako Dr. David Bowman
- 1992: Ach, co za noc! (Oh, What a Night) jako Thorvald
- 2000: Historia Audrey Hepburn (The Audrey Hepburn Story) jako Joseph Hepburn-Ruston
- 2003: Trzy dni w deszczu (3 Days of Rain)
- 2003: Łowca obcych (Alien Hunter) jako Sekretarz Bayer
- 2006: Dobry agent (The Good Shepherd) jako Senator John Russell, Sr.
- 2008: Przypadkowy mąż (The Accidental Husband) jako Karl Bollenbecker
- 2009: Fortune jako Jonah Pryce
- 2009: All Me, All the Time jako Jake
- 2013: Isn't It Delicious jako Bill Wheldon
- 2014: Człowiek z bieguna (Infinitely Polar Bear) jako Murray Stuart
- 2014: Stacja kosmiczna 76 (Space Station 76) jako Pan Marlowe
- 2017: April Flowers jako Pan X
- 2018: Fahrenheit 451 jako historyk
- 2019: Dolina Bogów (Valley of the Gods) jako Ulim